# フア・ハリピタック
フア・ハリピタック（タイ語：เฟื้อ หริพิทักษ์、1910年4月22日 - 1993年10月19日）はタイ王国の画家。タイ伝統文化の保全、タイ初期近代美術の導入に尽力し、1983年にマグサイサイ賞を受賞。さらに1985年、タイ王国国家芸術家に指名された。

## 経歴
フア・ハリピタックは、1910年4月22日にタイ王国トンブリー県（現バンコク トンブリー区） に宮廷画家の息子として生まれる。1932年から1935年まで芸術工芸専門学校で学ぶ。その後、シラパコーン大学の前身となるプラニート美術学校でタイ近代芸術の父のシン・ピーラシー教授の最初期の学生として学ぶ。この時期の作品は第二次世界大戦の際に美術学校が焼失し、大半を失っており、わずかに残っている作品では『私の祖母』と名づけられた油彩画が知られる。
1940年から1946年まで、タノムサック・クリッダーコーンから奨学金を受け、インド西ベンガル州シャンティニケタンのインドの思想家ラビンドラナート・タゴールが創設したヴィシュヴァ・バーラティ国立大学に留学し、インド古代美術と思想に感銘を受ける。しかしインド留学中に第二次世界大戦が日本の敗北で終結。当時、日本と同盟関係にあったタイの留学生であったフアは、日本人画家たちとともに日本人捕虜収容所に移送されることになった。マラリアに罹り苦しむ中で、手元に残った水彩絵の具で一緒に収容されていた日本の女性や子どもの群像を紙の小片に描いていた。1946年、タイに戻ると、シラパコーン大学で教鞭をとることになった。さらに1949年第一回全国美術展でテンペラ画『ペッチャブリー』と1950年第二回全国美術展で油彩画『マダム・リエンプラチャの肖像』を出品し、金賞を受賞。
1954年から1956年の間、イタリア政府の奨学金を受け、ローマの美術学院(L'accademia Di Belle Arti) で美術の研究を行う。この期間にチョーク、色鉛筆、インク、パレットナイフなどさまざまな絵画技法を習得し、さらに抽象主義絵画、キュビズムといった芸術運動の洗礼も受けた。当時の作品は題材の多くはイタリアの風景であるが、その中には裸体画の含まれている。このようなフアのイタリアでの修行の中で生み出して行った作品群から、後にタイの近代絵画の先駆者とみなされることになるのである。1957年、タイに帰国後の全国美術展において再び金賞を受賞した。
また、フアは美術修復家としても知られており、1969年から1982年まで2万3千の寺院の修復を行った。特にラーマ1世代に建立されたワット・ラカンコーシターラムウォーラマハーウィハーンの三蔵庫の修復作業に従事したことで知られる。修復費用の一部にはフア自身が私財投じて行ったが、これらの修復作業によって健康を害し、顔面部右側と右手が麻痺した。
1991年、シリラート病院に入院。1993年10月脳血管炎により死去。

## 受賞歴
- 1980年 – シラパコーン大学芸術学名誉博士号
- 1983年 – マグサイサイ賞 (社会奉仕) を受賞。受賞理由は生涯をかけたタイの芸術伝統の追求と、絵画制作、修復、著作、教育を通じた伝統保存の功績と将来世代への貢献。
- 1985年 – タイ王国国家芸術家
- 1990年 – 顕著な文化保存者としてタイ政府から認証。

## 作品
- 『私の祖母』
- 『シン・ピーラシー教授』（1935）-シン・ピーラシー記念国立博物館所蔵
- 『ペッチャブリー』（1949）
- 『マダム・リエンプラチャの肖像』（1950）
- 『ローマ トラステベレ』（1955）-シン・ピーラシー記念国立博物館所蔵
- 『タージマハール』（1955）
- 『サン・ピエトロ大聖堂に降る雪』（1955）
- 『ローマ』（1956）-シン・ピーラシー記念国立博物館所蔵
- 『赤い服』（1956）-シン・ピーラシー記念国立博物館所蔵
- 『裸婦』（1957）-シン・ピーラシー記念国立博物館所蔵
- 『ブルー・グリーン』（1958）-シン・ピーラシー記念国立博物館所蔵